# Thư Cừ Vô Húy
Thư Cừ Vô Húy (giản thể: 沮渠无讳; phồn thể: 沮渠無諱; bính âm: Jǔqú Wúhuì) (?-444) được một số sử gia nhìn nhận là một người cai trị của nước Bắc Lương. Sau khi phần lớn lãnh thổ của Bắc Lương rơi vào tay Bắc Ngụy vào năm 439, và anh trai ông là Thư Cừ Mục Kiền bị Bắc Ngụy bắt giữ, Thư Cừ Vô Húy đã cố gắng kiên trì chống lại Bắc Ngụy, ban đầu là tại lãnh thổ cũ của Bắc Lương, và sau khi các nỗ lực này thất bại, ông lập căn cứ tại Cao Xương (một nước tại Tây Vực). Ông vẫn tiếp tục sử dụng tước hiệu Hà Tây vương, một tước hiệu từng được anh ông và phụ thân ông (Thư Cừ Mông Tốn) sử dụng. Các sử gia Trung Quốc có tranh nghị về việc liệu Thư Cừ Vô Húy và Thư Cừ An Chu có nên được coi là người cai trị của Bắc Lương hay không, và hầu hết coi Thư Cừ Mục Kiền là vua cuối cùng của Bắc Lương.

## Dưới thời Thư Cừ Mục Kiền
Không rõ về thời điểm Thư Cừ Vô Húy được sinh ra. Sử liệu đầu tiên nhắc đến ông là trong năm 437, khi đó Thư Cừ Mục Kiền phong cho ông làm thái thú của quận Tửu Tuyền (酒泉, gần tương ứng với Tửu Tuyền, Cam Túc hiện nay). Sau khi kinh thành Cô Tang (姑臧, nay thuộc Vũ Uy, Cam Túc) bị quân Bắc Ngụy chiếm, còn Thư Cừ Mông Tốn bị Thái Vũ Đế Thác Bạt Đảo của Bắc Ngụy bắt giữ, năm 439, quân Bắc Ngụy đã tiến đánh các thành còn lại do gia tộc Thư Cừ Trấn giữ, và Thư Cừ Vô Húy, sau khi hội quân ở Tửu Tuyền cùng với Thư Cừ Nghi Đắc (沮渠宜得), đã từ bỏ Tửu Tuyền và ban đầu chạy đến Tấn Xương (晉昌, nay cũng thuộc Tửu Tuyền) và sau đó đến Đôn Hoàng (敦煌, nay thuộc Đôn Hoàng, Cam Túc)

## Nỗ lực kháng cự và phục quốc
Vào mùa xuân 440, Thư Cừ Vô Húy đã cố đoạt lại Tửu Tuyền. Nguyên Kiết (元絜), tướng trấn thủ Tửu Tuyền của Bắc Ngụy, đã xem nhẹ Thư Cừ Vô Húy và đã ra ngoài thành giao chiến. Thư Cừ Vô Húy đã bắt giữ được tướng này và sau đó bao vây Tửu Tuyền, và chiếm được thành ngay sau đó. Ông sau đó tấn công Trương Dịch, song lần này đã không thành công. Thái Vũ Đế của Bắc Ngụy đã ban một chiếu chỉ lệnh cho ông phải đầu hàng, và vào mùa thu năm 440, sau khi một tướng khác cũng chống lại Bắc Ngụy là Thác Bạt Bảo Chu (禿髮保周) tự sát, Thư Cừ Vô Húy đã cử một tướng của mình tên là Lương Vĩ (梁偉) đến thể hiện sự khuất phục trước tướng Thác Bạt Kiện (拓拔健) của Bắc Ngụy, trả lại Tửu Tuyền và Nguyên Kiết cho Bắc Ngụy. Đáp lại, vào mùa xuân năm 441, Thái Vũ Đế lập Thư Cừ Vô Húy làm Tửu Tuyền vương.
Vào mùa hè năm 441, một người anh em họ của Thư Cừ Vô Húy là Thư Cừ Đường Nhi (沮渠唐兒), lúc đó đang trấn giữ Đôn Hoàng, đã nổi loạn. Thư Cừ Vô Húy để lại một người anh em họ khác là Thư Cừ Thiên Chu (沮渠天周) ở lại trấn giữ Tửu Tuyền, còn mình thì đem quân đi đánh Thư Cừ Đường Nhi, và Thư Cừ Đường Nhi đã bị giết chết trong một trận chiến. Tuy vậy, Bắc Ngụy vẫn giữ thái độ nghi ngờ với ông, và họ đã cử tướng Đạt Hề Quyến (達奚眷) đi bao vây Tửu Tuyền. Vì nguồn lương thảo cạn kiệt nhanh chóng, nên vào mùa đông năm 441, Tửu Tuyền đã thất thủ trước quân Bắc Ngụy, và Thư Cừ Thiên Chu bị giết chết. Bản thân Thư Cừ Vô Húy cũng bị thiếu lương thảo tại Đôn Hoàng, và ông lo sợ rằng tiếp sau quân Bắc Ngụy sẽ tiến đánh mình, và do đó đã tính đến việc phục quốc tại Tây Vực. Ông ban đầu cử em trai Thư Cừ An Chu đi đánh nước Thiện Thiện, song ban đầu Thư Cừ An Chu đã bị đẩy lui. Tuy nhiên, năm 442, Thư Cừ Vô Húy đã bỏ Đôn Hoàng và hội quân cùng Thư Cừ An Chu, và quốc vương của nước Thiện Thiện đã chạy trốn trong sợ hãi, song một nửa binh sĩ của Thư Cừ Vô Húy đã chết khát trên đường giữa Đôn Hoàng và Thiện Thiện.
Tuy nhiên, trong lúc này tướng Đường Khế (唐契) của Tây Lương trước đây đã tiến đánh một tướng cũ của Bắc Lương là Hám Sảng (闞爽) ở nước Cao Xương. Hám Sảng đã tìm kiếm sự giúp đỡ của Thư Cừ Vô Húy, song lúc Thư Cừ Vô Húy đem viện binh đến thì Hám Sảng đã giết chết Đường Khế trong trận chiến và từ chối cho Thư Cừ Vô Húy tiến vào. Vào mùa thu năm 442, Thư Cừ Vô Húy tiến hành một cuộc tấn công bất ngờ vào Cao Xương, chiếm được nước này và buộc Hám sảng phải chạy trốn đến Nhu Nhiên. Thư Cừ Vô Húy đã cho dời đại bản doanh đến Cao Xương, và cử sứ thần đến kinh thành Kiến Khang của Lưu Tống để xin làm chư hầu và thiết lập liên minh. Lưu Tống Văn Đế Lưu Nghĩa Long đã phong cho ông làm Hà Tây vương.
Năm 444, Thư Cừ Vô Húy qua đời, và Thư Cừ An Chu lên kế vị ông.